# Верхние Бурнаши
Ве́рхние Бурна́ши (чув. Тури Пăрнаш) — деревня в Ядринском районе Чувашской Республики. Входит в состав Ювановского сельского поселения.

## География
Находится в северо-западной части Чувашии, на расстоянии приблизительно 24 км на северо-восток по прямой от районного центра города Ядрин.

## История
Известна с 1795 года как околоток деревни Китрялина (ныне Нижние Бурнаши) с 11 дворами. В 1859 году учтено 11 дворов и 61 житель, в 1906 — 24 двора, 138 жителей, в 1926 — 30 дворов, 129 жителей, в 1939—140 жителей, в 1979 — 72. В 2010 году было 85 дворов, 2010 — 25 домохозяйств. В 1932 году был образован колхоз «13 лет РККА», в 2010 действовал СХП «Родина».

## Население
Постоянное население составляло 73 человека (чуваши 97 %) в 2002 году, 51 в 2010.